# Gerard Scheurleer
Gerard Jacobus Scheurleer (* 29. Mai 1886 in Den Haag; † 11. Oktober 1948 ebenda) war ein niederländischer Tennisspieler.

## Leben
Scheurleer war einer der ersten wichtigen Tennisspieler seines Landes. Er erreichte bei den Olympischen Zwischenspielen 1906 in Athen im Einzel das Halbfinale, in dem er Maurice Germot in zwei Sätzen unterlag. Von 1908 bis 1921 gewinn er neunmal die niederländischen Meisterschaften im Doppel oder im Mixed. 1919 und 1920 nahm er an den Wimbledon Championships teil und erreichte 1920 im Einzel die dritte Runde.
1922 verlor er durch einen schweren Motorradunfall ein Bein, weswegen er seine Tenniskarriere beenden musste. Er blieb dem Tennissport als Trainer erhalten, verfasste mehrere Tennisbücher und arbeitete als Sportjournalist. Scheurleer trainierte unter anderem Cornelia Bouman, die 1927 den Titel bei den Französischen Meisterschaften gewann sowie Hendrik Timmer. Zudem hatte er Einfluss auf das niederländische Feldhockey, wofür er einen neuen, weicheren Ball einführte.
Scheurleer starb 1948 im Alter von 62 Jahren in seiner Heimatstadt Den Haag.